# Pogrzeb Shelleya

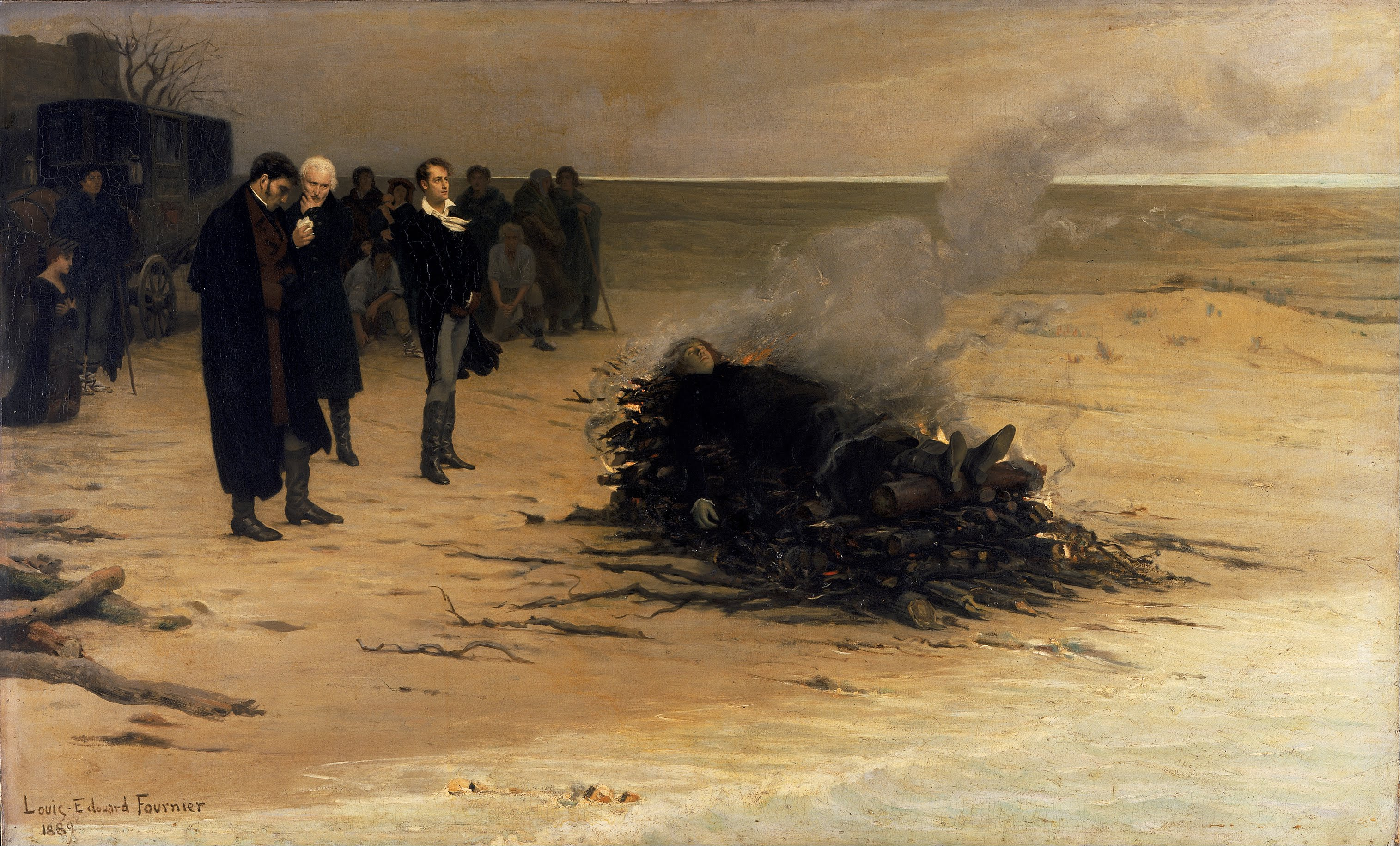
Louis Edouard Fournier, Pogrzeb Shelleya

Pogrzeb Shelleya – debiutancki poemat Antoniego Langego opublikowany w 1890 pod pseudonimem Antoni Wrzesień. Poemat nawiązuje do filozofii i estetyki romantycznej; stanowi literacki hołd złożony Percy’emu Shelleyowi oraz refleksję nad jego legendą.
Poemat zawiera wiele barwnych i wyrafinowanych stylistycznie opisów przyrody, które pozwalają kojarzyć autora z młodopolskim kultem sztuki dla sztuki. Wskazuje na to również sakralizacja przedmiotów sztuki (arfą natury, złota arfa) oraz samego twórcy (pogański pieśniarz, umiłowany od helleńskich bogiń). Poemat przedstawia zależności między dziełem sztuki a dziełem natury; tytułowy Shelley jest zaś nieśmiertelnym wieszczem, bliskim greckim bogom.
Pogrzeb Shelleya zwykło się klasyfikować jako poemat symboliczny; utwór miesza jednak konwencje ody, poematu opisowego czy filozoficzno-refleksyjnego.